# Гурьев Казачок
Также см. Казачок (значения)
Гу́рьев Казачо́к (укр. Гур'їв Козачок) — село в Гурьево-Казачанском сельском совете Золочевского района Харьковской области Украины.
Население по переписи 2001 года составляет 333 (149/184 м/ж) человек.
Является административным центром Гурьево-Казачанского сельского совета, в который, кроме того, входят сёла
Андреевка,
Барановка и
Сотницкий Казачок.

## Географическое положение
Село Гурьев Казачок расположено на берегу реки Казачок (устар. Козачек) в двух км от её устья, впадающего слева в реку Лозовая (приток реки Ворскла, левый берег); село находится в двух км южнее границы с Россией.
На расстоянии двух км ниже по течению реки Казачок расположено село Сотницкий Казачок.

## История
- 1672 — год основания хутора отставным слобожанским казаком Гу́рием Гу́рьевым;
- конец 17 века — от Гурьева Казачка на восток, выше по течению реки Казачок, на её правом берегу в конце 17 века казаком Петром Протопо́повым был основан хутор П(ротоп)опов Козачек[1] (в версте от Гурьевых);
- В середине 19 века хутор назывался Козачек Гурьевский[7];
- В 1869 году в Гурьевом Козачке было шесть ветряных мельниц[7];
- В 1869 году в Протопоповом Козачке были две ветряные мельницы[1];
- После Великой Отечественной войны переименованный Протопопов Казачок был включён в состав Гурьева Казачка.

## Административная принадлежность
Административно Гурьев(ский) и Протопопов Казачок в различное время последовательно относились к :
- Удский стан, Болховецкий уезд, Белгородская губерния (1672—1712);
- Золочевская сотня, Харьковский слободской казачий полк (с 1722);
- Золочевский округ, Слободская губерния[когда?]

;
- Золочевское комиссарство, Харьковская провинция, Харьковское наместничество (1765—1779);
- Удянская волость, Харьковский уезд, Харьковская губерния (1780—1923);
- Харьковский уезд, Харьковская область ВСЮР (1919);
- Гурьево-Казачанский сельский совет, Золочевский район Харьковской области (1918/1923-2020);
- Богодуховский район (с 17 июля 2020).

## Происхождение названия
Гурьевым назван потому, что он основан Гурьевым и здесь проживали и проживают в основном Гурьевы; Казачком — потому, что расположен на берегу реки Казачок (устар. Козачек), впадающей в реку Лозовую, которая ранее также называлась Казачья Рудка (гидронимическая версия).
В соседнем, расположенном выше по течению Протопоповом Казачке, основанном Петром Протопоповым на той же реке Казачок, основной по распространённости фамилией является Протопопов.

## Экономика
- «Дружба», ООО, сельскохозяйственная продукция.

## Объекты социальной сферы
- Школа І-ІІІ ступ.
- Гурьевоказачанский фельдшерско-акушерский пункт.
- Библиотека.
- Клуб[10].
- Пункт пропуска для пересечения границы жителями приграничных районов.

## Религия
- В селе действует православная староверческая община[11][9][8][12].

## Исторические факты
- Во время переписей население Казачка (Сотницкого), Казачка (Попова) и Казачка (Гурьева) иногда включалось в общее населения села Уды, к которому они административно относились.
- Самой распространённой фамилией села является фамилия основателя — Гурьев. Фамилия другого основателя — Протопопов — также распространена среди жителей.[8][9]